# Chrysina tuerkheimi
Chrysina tuerkheimi är en skalbaggsart som beskrevs av Ohaus 1913. Chrysina tuerkheimi ingår i släktet Chrysina och familjen Rutelidae. Inga underarter finns listade i Catalogue of Life.